# 15000 CCD
15000 CCD este o planetă minoră (asteroid), cu un diametru de 3,607 km, din centura de asteroizi. A fost descoperită pe 23 noiembrie 1997 la Observatorul Național Kitt Peak de Spacewatch și a fost numită după Dispozitiv cu cuplaj de sarcină. 
Obiectul prezintă o orbită caracterizată de o semiaxă mare de 2,7648827 UAi, o excentricitate de 0,11, o înclinație de 8,2673 ° în raport cu ecliptica.